# Лэндри, Джефф
Джефф Лэндри (англ. Jeff Landry; род. 23 декабря 1970, Сент-Мартинвилл, Луизиана) — американский политик, республиканец. Губернатор штата Луизиана (с 2024).

## Биография
Получил степень бакалавра наук по экологичным и стабильным ресурсам и степень бакалавра естественных наук по биологии в Университете Луизианы в Лафайете, а также степень доктора права в Юридическом колледже университета Лойолы в Новом Орлеане. Одиннадцать лет служил в Национальной гвардии Луизианы и был уволен в запас в звании сержанта.
В 2011—2013 годах являлся членом Палаты представителей США от 3-го избирательного округа Луизианы.
В 2015 году избран генеральным прокурором Луизианы, в 2019 году переизбран. Разделяя консервативные убеждения, поддерживал в судах введённые в штате радикальные ограничения на производство абортов, вместе с другими республиканскими генпрокурорами оспаривал в судах конституционность реформы здравоохранения и защиты пациентов, в июне 2023 года подал иск против Федерального агентства по управлению в чрезвычайных ситуациях, чьи решения привели к значительному росту стоимости страхования от наводнений для домовладельцев.
14 октября 2023 года Лэндри, заручившийся публичной поддержкой бывшего президента США Дональда Трампа, победил на выборах губернатора.
8 января 2024 года Лэндри вступил в должность.